# Doronicum austriacum
Il doronico austriaco (nome scientifico Doronicum austriacum Jacq., 1774) è una specie di pianta angiosperma dicotiledone della famiglia delle Asteraceae.

## Etimologia
Il nome generico (Doronicum) potrebbe derivare da un termine dell'Arabia: Doronigi o Doronidge. L'epiteto specifico (austriacum) fa riferimento alle zone dei primi ritrovamenti di questa specie.
Il binomio scientifico attualmente accettato (Doronicum austriacum) è stato proposto dal medico, chimico e botanico olandese Nikolaus Joseph von Jacquin (1727 – 1817) nella pubblicazione ”Florae Austriaceae” del 1774.

## Descrizione

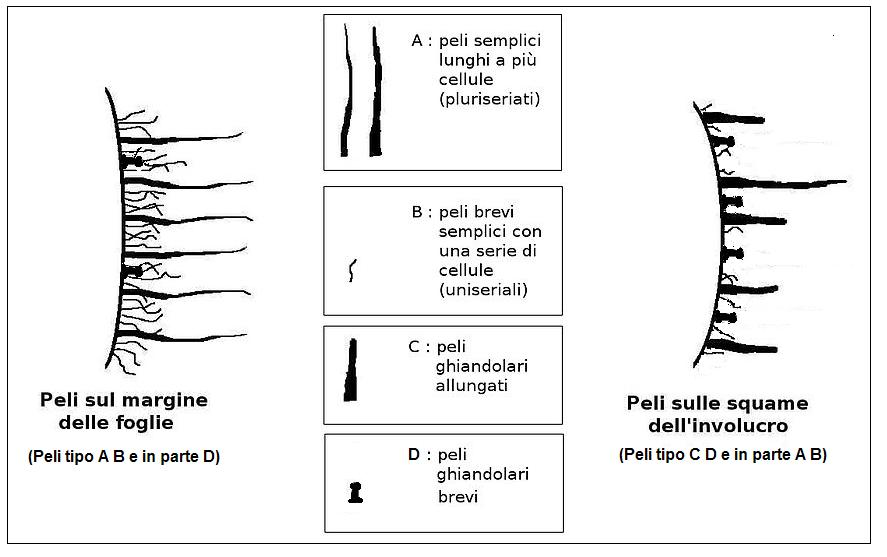
Tipologia di peli sulle foglie e sull'involucro

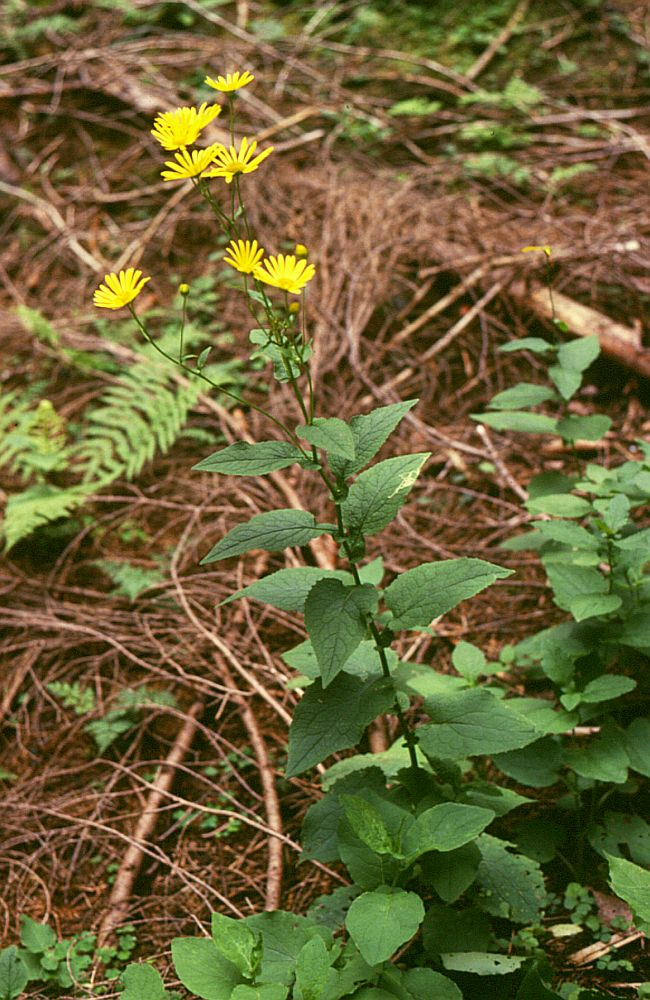
Il portamento

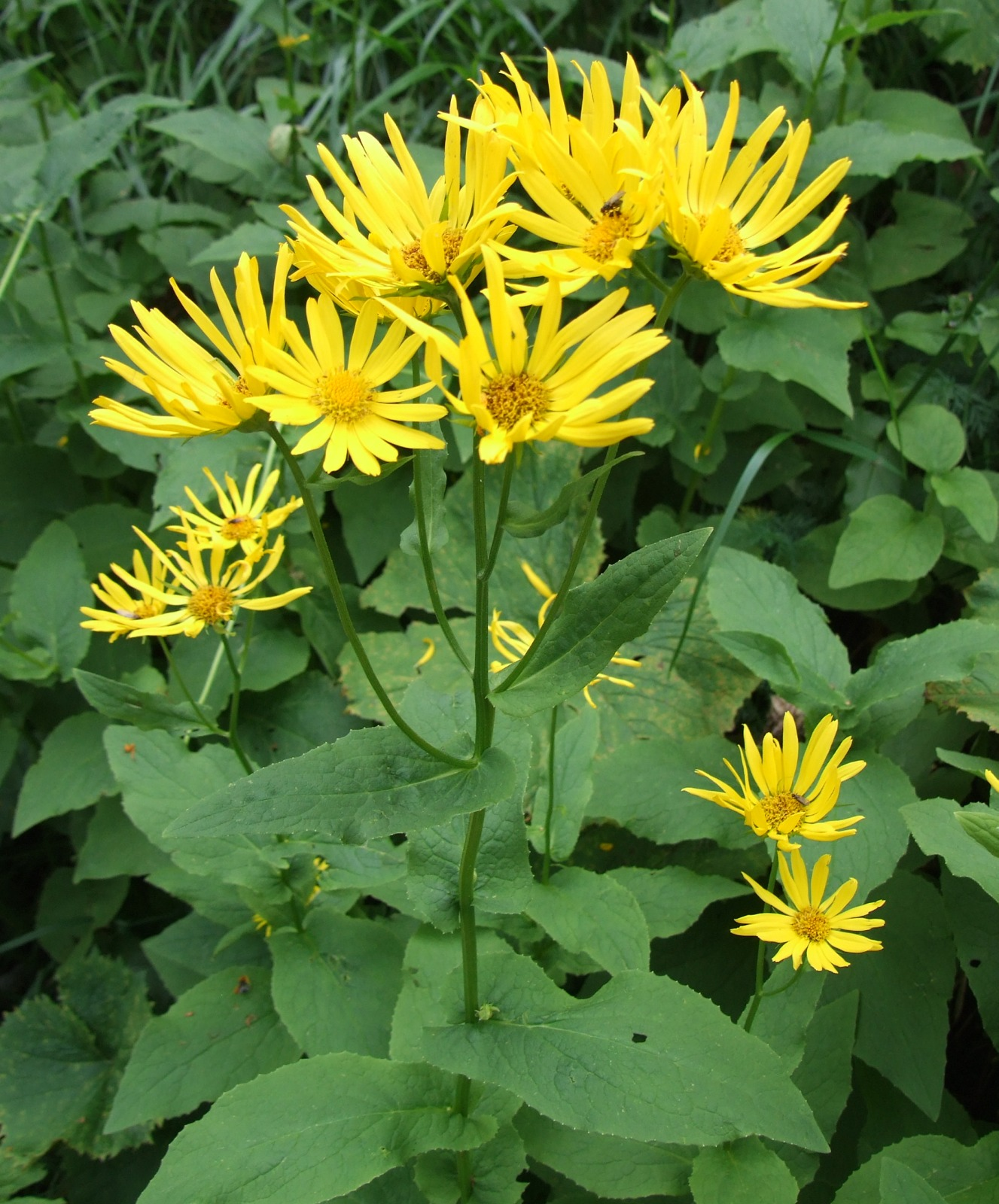
Pianta con alcune foglie “panduriformi”

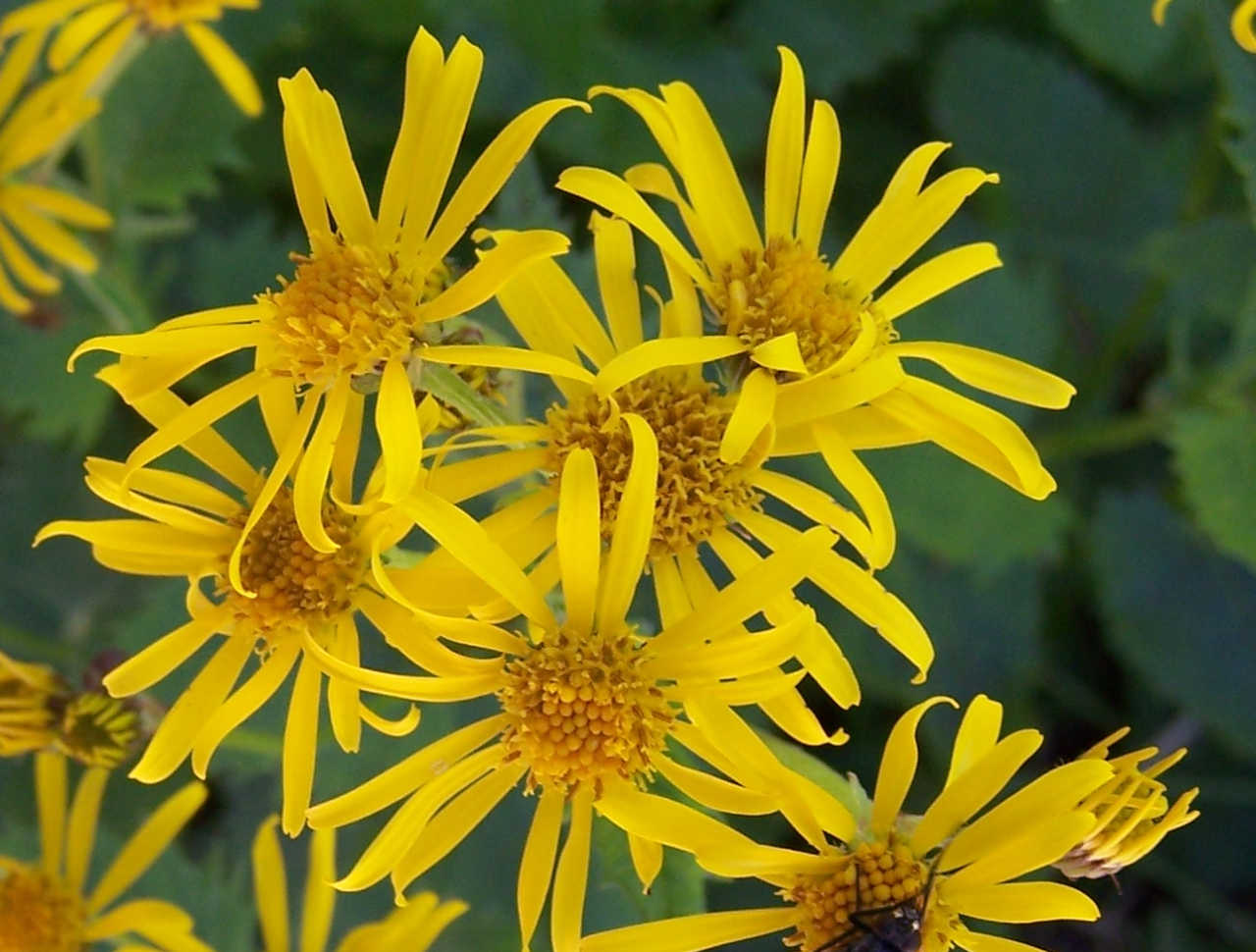
Infiorescenza

Habitus. Le piante di questa specie sono erbacee perenni provviste, soprattutto nelle parti alte e sul bordo delle foglie, di peli pluricellulari semplici ma ghiandolari. La determinazione esatta della forma e lunghezza dei peli è molto importante per definire la specie nell'ambito del genere. Purtroppo alcuni peli sono distinguibili solamente con un buon microscopio a 20-50 ingrandimenti. La tavola a fianco indica il tipo di peli presenti sul bordo delle foglie e sulla superficie delle brattee dell'involucro del doronico austriaco.  L'altezza di queste piante varia da 8 a 15 dm. La forma biologica è geofita rizomatosa (G rhiz), ossia sono piante che portano le gemme in posizione sotterranea. Durante la stagione avversa non presentano organi aerei e le gemme si trovano in organi sotterranei chiamati rizomi, dei fusti sotterranei dai quali, ogni anno, si dipartono radici e fusti aerei.
Radici. Le radici sono secondarie da rizoma.
Fusto. 
- Parte ipogea: la parte sotterranea è un sottile rizoma (ma non tuberoso[3]) senza stoloni e nudo (glabro) nella parte alta.
- Parte epigea: la parte aerea del fusto è eretta, ramoso-corimbosa; la superficie è striata e pubescente.

Foglie. Le foglie sono intere con bordo largamente dentellato e provviste di peli sia sulla superficie che ai bordi (vedere tabella con disegno dei peli). Si distinguono due tipi di foglie:
- foglie basali: generalmente è presente una rosetta basale con foglie provviste di un lungo picciolo e con lamina a forma lanceolata; all'antesi sono scomparse;
- foglie cauline: le foglie cauline sono poche, a disposizione alterna; sono sessili e amplessicauli (la base delle foglie è divisa in due lobi fra i quali è inserito il picciolo). La forma della lamina in generale è lanceolato-acuminata. Le dimensioni delle foglie si accorciano verso l'infiorescenza. Dimensioni delle foglie medie: larghezza 5 – 8 cm; lunghezza 10 – 15 cm. Dimensione delle foglie superiori: larghezza 3 cm; lunghezza 7 – 12 cm.

In questa specie le foglie si presentano con una forma molto particolare definita “panduriforme”: nella parte basale della foglia sono presenti delle profonde insenature laterali che bruscamente raggiungono la rachide e quindi il picciolo che in questo caso è alato. La lamina a volte è asimmetrica: da un lato è completa mentre dall'altro già a metà lunghezza si restringe fino alla nervatura centrale.
Infiorescenza. L'infiorescenza è formata da grandi capolini in formazioni corimbose color giallo-oro che normalmente sovrastano l'apparato fogliare. La struttura dei capolini è quella tipica delle Asteraceae: un peduncolo sorregge un involucro a forma di disco composto da più brattee lesiniformi disposte in più serie (2-3) spiralate, che fanno da protezione al ricettacolo basale (che in questo caso è nudo – senza pagliette) sul quale s'inseriscono due tipi di fiori : quelli esterni ligulati (di colore giallo chiaro) e quelli interni tubulosi (di colore giallo accentuato). Diametro dei capolini: 4 – 6 cm. Dimensioni delle squame lesiniformi: larghezza 2 mm; lunghezza 12 mm.
Fiori. I fiori sono tetra-ciclici (formati cioè da 4 verticilli: calice – corolla – androceo – gineceo) e pentameri (calice e corolla formati da 5 elementi). Sono inoltre ermafroditi, più precisamente i fiori del raggio (quelli ligulati e zigomorfi) sono femminili; mentre quelli del disco centrale (tubulosi e actinomorfi) sono bisessuali.
- Formula fiorale:

*/x K {\displaystyle \infty }, [C (5), A (5)], G 2 (infero), achenio
- Calice: i sepali del calice sono ridotti ad una coroncina di squame; nella fruttificazione sono persistenti.
- Corolla: la parte inferiore dei petali è saldata insieme e forma un tubo. In particolare quelli del disco centrale (tubulosi) terminano con delle fauci dilatate e a raggiera con cinque lobi; i lobi sono 5 volte più lunghi che larghi. Nei fiori periferici (ligulati) il tubo si trasforma in un prolungamento nastriforme terminante più o meno con cinque dentelli. Dimensioni dei fiori ligulati: larghezza 2 – 3 mm; lunghezza 20 – 26 mm.
- Androceo: gli stami sono 5 con dei filamenti liberi; le antere invece sono saldate fra di loro e formano un manicotto che circonda lo stilo (sono inoltre prive di appendici filiformi). La forma delle antere è arrotondata o appena sagittata. Il polline è tricolporato (tipo "helianthoid").[14]
- Gineceo: lo stilo è unico con uno stimma profondamente bifido e con un ciuffo di peli alla sommità; l'ovario è infero e uniloculare formato da due carpelli concrescenti e contenente un solo ovulo.
- Antesi: da giugno a agosto.

Frutti. I frutti sono degli acheni con pappo. Gli acheni hanno delle forme oblunghe con dei solchi o nervi longitudinali (da 5 a 10). Sono inoltre provvisti di pappo persistente i cui peli (da 40 a 50) sono disposti in serie multiple. Il pappo è formato da soli peli senza coroncina se il frutto è generato dai fiori centrali (tubulosi), altrimenti sono senza (o quasi) pappo se il frutto è generato dai fiori periferici.

## Biologia
- Impollinazione: l'impollinazione avviene tramite insetti (impollinazione entomogama tramite farfalle diurne e notturne).
- Riproduzione: la fecondazione avviene fondamentalmente tramite l'impollinazione dei fiori (vedi sopra).
- Dispersione: i semi (gli acheni) cadendo a terra sono successivamente dispersi soprattutto da insetti tipo formiche (disseminazione mirmecoria). In questo tipo di piante avviene anche un altro tipo di dispersione: zoocoria. Infatti gli uncini delle brattee dell'involucro (se presenti) si agganciano ai peli degli animali di passaggio disperdendo così anche su lunghe distanze i semi della pianta. Inoltre per merito del pappo il vento può trasportare i semi anche a distanza di alcuni chilometri (disseminazione anemocora).

## Distribuzione e habitat

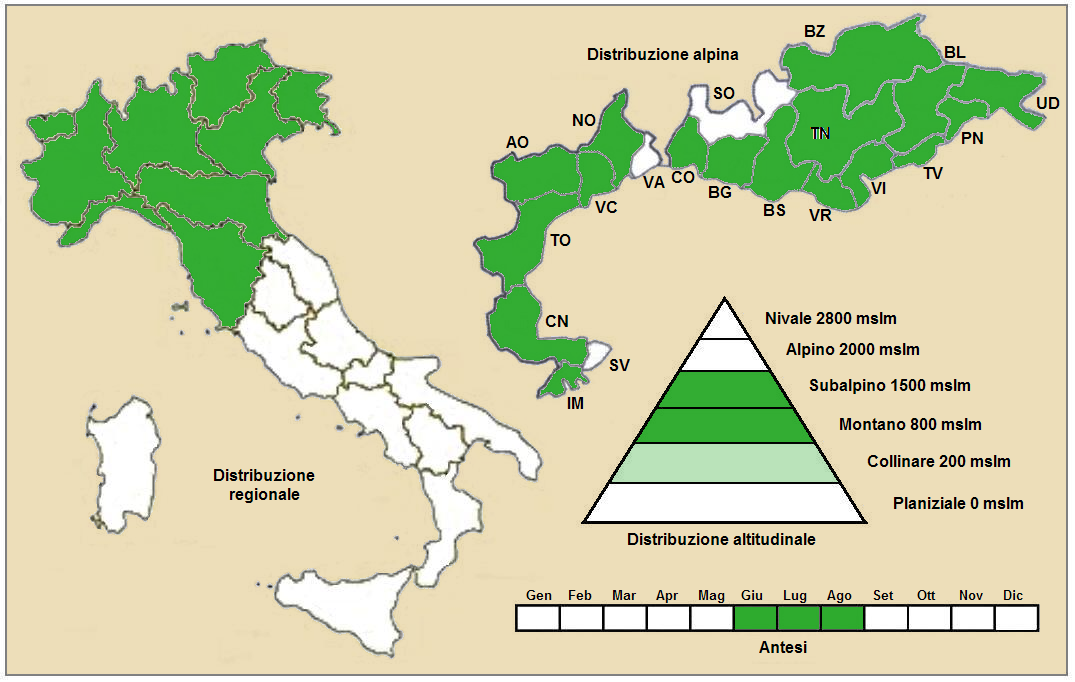
Distribuzione della pianta
(Distribuzione regionale – Distribuzione alpina)

Geoelemento: il tipo corologico (area di origine) è  Orofita – Sud Europeo.
Distribuzione: in Italia questa specie è distribuita soprattutto al Nord ma è considerata rara. La distribuzione del Doronicum austriacum presenta una certa discontinuità: se nel Goriziano e in Carnia risulta relativamente abbondante, nel Cadore occidentale si arresta quasi repentinamente per riapparire nel Cuneese ricollegandosi all'areale francese fino ai Pirenei. Fuori dall'Italia (ma sempre nelle Alpi) è presente in Austria, Slovenia e in alcuni dipartimenti della Francia (Alpes-de-Haute-Provence e Alpes-Maritimes). Sugli altri rilievi europei si trova nel Massiccio Centrale, Pirenei, Monti Balcani e Carpazi.
Habitat: l'habitat tipico per queste piante sono le schiarite boschive, radure e forre umide ed ombrose; ma anche i bordi dei ruscelli, i megaforbieti, i popolamenti a felci, ontaneti, boscaglie di pini montani, peccete, lariceti, abetine e faggete. Il substrato preferito è calcareo ma anche calcareo/siliceo con pH basico, alti valori nutrizionali del terreno che deve essere umido.
Distribuzione altitudinale: sui rilievi queste piante si possono trovare da 500 fino a 1.900 m s.l.m.; frequentano quindi i seguenti piani vegetazionali: subalpino e montano.

### Fitosociologia

#### Areale alpino
Dal punto di vista fitosociologico alpino Doronicum austriacum appartiene alla seguente comunità vegetale:
Formazione: delle comunità delle macro- e megaforbie terrestri
Classe: Mulgedio-Aconitetea
Ordine: Calamagrostietalia villosae

#### Areale italiano
Per l'areale completo italiano Doronicum austriacum appartiene alla seguente comunità vegetale:
Macrotipologia: vegetazione forestale e preforestale.
Classe: Vaccinio myrtilli-Piceetea abietis Br.-Bl. in Br.-Bl., Sissingh & Vlieger, 1939
Ordine: Piceetalia excelsae Pawłowski in Pawłowski, Sokołowski & Wallisch, 1928
Alleanza: Piceion excelsae Pawlowski in Pawlowski, Sokolowski & Wallisch, 1928
Suballeanza: Chrysanthemo rotundifoliae-Piceenion (Krajina, 1933) Aeschimann et al., 2004
Descrizione. La suballeanza Chrysanthemo rotundifoliae-Piceenion è relativa alle foreste a dominanza di Picea excelsa e/o Abies alba su terrenei arenaritici di pendio generalmente rivolti a nord, in aree umide (piovose e nevose) delle Alpi. Questi terreni, con suoli profondi e freschi, sono inoltre contraddistinti dalla presenza di numerose megaforbie igrofile.
Specie presenti nell'associazione: Picea excelsa, Abies alba, Adenostyles alliariae, Oxalis acetosella, Cicerbita alpina, Saxifraga rotundifolia, Senecio cacaliaster, Prenanthes purpurea, Rubus idaeus, Ranunculus lanuginosus, Stellaria nemorum, Ranunculus platanifolius, Streptopus amplexifolius, Doronicum austriacum, Circaea alpina, Rumex alpestris, Aruncus dioicus, Alnus alnobetula.
Altre alleanze per questa specie sono:
- Adenostylion alliariae.

## Tassonomia
La famiglia di appartenenza di questa voce (Asteraceae o Compositae, nomen conservandum) probabilmente originaria del Sud America, è la più numerosa del mondo vegetale, comprende oltre 23.000 specie distribuite su 1.535 generi, oppure 22.750 specie e 1.530 generi secondo altre fonti (una delle checklist più aggiornata elenca fino a 1.679 generi). La famiglia attualmente (2021) è divisa in 16 sottofamiglie.

### Filogenesi
Il genere Doronicum non è molto numeroso, comprende 29 specie, distribuite quasi unicamente nell'emisfero boreale (Vecchio Mondo), delle quali 8 sono proprie della flora italiana. Il genere appartiene alla sottofamiglia delle Asteroideae e, da un punto di vista filogenetico, si trova in posizione "basale" rispetto all'intera sottofamiglia.
All'interno del genere, D. austriacum appartiene alla sezione Eudoronicum caratterizzata dall'avere i frutti acheni esterni calvi (senza pappo) e le foglie radicali dentellate e radici non tuberose.
Altri caratteri distintivi per questa specie sono:
- queste piante possiedono numerosi capolini;
- l'apice del rizoma è glabro;
- le foglie mediane hanno delle lamine di tipo panduriforme.

Il numero cromosomico della specie è: 2n = 60.

### Sottospecie
Per questa specie sono riconosciute le seguenti 2 sottospecie:
- Doronicum austriacum subsp. austriacum (stirpe principale presentein Italia),
- Doronicum austriacum subsp. giganteum (Griseb.) Stoj. & Stef., 1933 - Distribuzione: Penisola Balcanica e Anatolia.

### Sinonimi
La specie di questa voce, in altri testi, può essere chiamato con nomi diversi. L'elenco che segue indica alcuni tra i sinonimi più frequenti:
- Arnica austriaca (Jacq.) Hoppe ex Schur, 1866
- Senecio austriacus (Jacq.) E.H.L.Krause, 1905

### Specie simili
- Arnica montana L. : è molto simile al fiore di questa voce; le due piante differiscono per la disposizione delle foglie lungo il fusto che sono opposte nel caso dell'Arnica e non alterne come nel Doronicum.
- Doronicum glaciale (Wulfen) Nyman: si distingue per l'assenza di peli molli (mancano i peli di tipo “B” - vedere la tabella dei peli) e per avere una maggiore presenza di peli ghiandolari sul bordo delle foglie .

In generale tutti i “doronici” montani d'alta quota sono di difficile determinazione; questo vale per le seguenti specie: Doronicum columnae, Doronicum grandiflorum, Doronicum glaciale e Doronicum clusii (per le varie differenze morfologiche consultare le rispettive voci).

## Usi

### Giardinaggio
Come per altre specie anche per queste piante l'unico interesse è quello orticolo. Questo grazie ad alcune caratteristiche come i fiori grandi, la vivacità dei colori e la lunga fioritura oltre ad una certa resistenza ai climi freddi. Sono adatte unicamente al giardino rocciosi e alpino in quanto allo stato libero, raramente scendono sotto i limiti di altitudine superiore del bosco di faggio o di castagno.